# Barcrawan
Barcrawan – wieś w Armenii, w prowincji Sjunik. W 2011 roku liczyła 146 mieszkańców.